# Залізо
Залі́зо, фе́рум (хімічний знак — {\displaystyle {\ce {Fe}}}, лат. ferrum) — хімічний елемент з атомним номером 26, що належить до 8-ї групи, 4-го періоду періодичної системи хімічних елементів.
Проста речовина — залі́зо, сріблясто-сірий, електропровідний, пластичний і ковкий метал. Його твердість за Брінеллем не перевищує 100 HB; модуль Юнга — 190—210·103 МПа; модуль зсуву — 8,4·103 МПа; границя міцності на розрив — 170—210 МПа, границя плинності — 100 МПа; ударна в'язкість — 300 МПа; середня питома теплоємність (273—1273 К) — 640,57 Дж/кг·К; густина — 7874 кг/м³. На повітрі легко окиснюється, вкриваючись іржею FeO·nH2O, що сповільнює подальше його руйнування. Серед інших породотвірних елементів залізо має максимальну атомну масу.

## Походження назви
Українське «залізо» походить від давнішого «желізо» (д.-рус. желѣзо, железо, жельзо): спочатку відбулася асиміляція «ж» зі «з» у третьому складі («зелізо»), потім початкове «зе-» змінилося на «за-» внаслідок зближення з приставкою «за».
Згідно з основною версією, прасл. *želězo (укр. залізо, біл. жалеза, рос. железо, староцерк.-слов. желѣзо, болг. желязо, серб. жељезо/željezo, пол. żelazo, чеськ. železo, словен. železo) походять від пра-і.є. *ghelghos («щось тверде»). У праіндоєвропейській мові слова для означення заліза, судячи з всього, не було: існування індоєвропейської мовно-культурної спільності закінчується у добу ранньої бронзи. Отже, слова зі значенням «залізо» у кожній індоєвропейській мові виникли пізніше і від різних коренів. Праслов'янському *želězo співзвучні слова для позначення цього металу у балтійських мовах: лит. geležis, жем. gelžis, латис. dzels, прусськ. gelso. Балтослов'янська назва заліза вважається похідною від праіндоєвропейського слова *ghelghos і відбиває велику твердість цього матеріалу порівняно з раніш уживаними металами — міддю, бронзою. У грецькій мові похідні від *ghelghos мають значення «мідь» (χαλκος) та «черепаха» (χελυς). З того ж давнього кореня слова жовно, жолудь, залоза, староукр. желв і староцерк.-слов. желы, жьлы («черепаха»).
Інша версія — від санскритського «джальжа», що означало «метал», «руда». Висловлювалася також думка про запозичення цього слова балто-слов'янами з якоїсь мови доіндоєвропейського населення Європи.
Друга наукова назва хімічного елемента і термін у романських мовах (італ. ferro, фр. fer, ісп. hierro, порт. ferro, рум. fier) походить від лат. ferrum. Латинське ferrum, скоріш за все, запозичене із якоїсь східної мови, ймовірно, з фінікійської (для порівняння: івр. barzel, шум. barzal, ассир. parzilla).
Германські мови запозичили назву заліза (готськ. eisarn, англ. iron, нім. Eisen, нід. ijzer, дан. jern, швед. järn) з кельтських мов.

## Поширення в природі
За поширеністю у природі залізо посідає друге місце серед металів (після алюмінію): на нього припадає 5,10 % маси земної кори, а за вмістом у ній посідає 4-те місце. Зустрічається виключно у вигляді сполук — вільне залізо знаходять лише в метеоритах.
Залізо — поширений елемент метеоритної речовини: в кам'яних метеоритах міститься до 25 %, а в залізних 90,85 мас.% Fe. Космічна поширеність заліза близька до його вмісту в фотосфері Сонця — 627 г/т. Частка заліза в речовині Землі досить велика — 38,8 %. Найбідніша на залізо — поверхня Землі.
Найважливішими природними сполуками заліза, що мають промислове значення, є магнітний залізняк Fe3O4, червоний залізняк Fe2O3, бурий залізняк Fe2O3 · nH2O та пірит FeS2. Оксиди заліза служать рудами, з яких добувають залізо, а сульфіди — сировиною для сульфатно-кислотного виробництва.
Поширеність заліза в гірських породах (% за масою): ультраосновні — 9,85; основні — 8,56; середні — 5,85; кислі — 2,70; лужні — 3,60; осадові — 3,33. Відомо понад 300 мінералів, що містять залізо: оксиди, сульфіди, силікати, фосфати, карбонати та ін.
Найважливіші мінерали заліза: гематит Fe2O3 (70 % Fe), магнетит Fe3O4 (72,4 % Fe), ґетит FeOOH (62,9 % Fe), лепідокрокіт FeO(OH) (62,9 % Fe), лімоніт — суміш гідроксидів Fe з SiO2 та ін. речовинами (40-62 % Fe), сидерит FeCO3 (48,2 % Fe), ільменіт FeTiO3 (36,8 % Fe), шамозит (34-42 % FeO), вівіаніт (43,0 % FeO), скородит (34,6 % Fe2О3), ярозит (47,9 % Fe2О3) та ін.
Багаті родовища магнітного залізняка зосереджені на Уралі поблизу Магнітогорська та в Курській області (так звана Курська магнітна аномалія). Родовища червоного залізняка є в Україні поблизу м. Кривий Ріг. Родовища бурого залізняка зосереджені на Керченському півострові. Крім того, потужні родовища залізних руд виявлено і в інших місцях — на Кольському півострові, в Сибіру і на Далекому Сході.

## Ізотопи

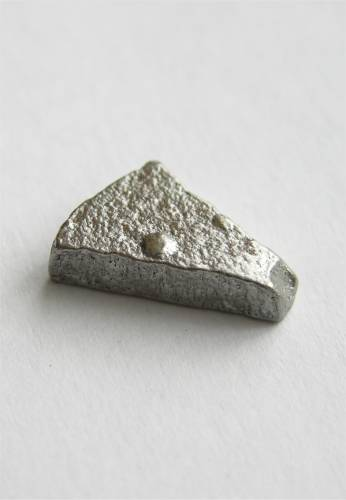
Шматок заліза високої (99,97 %) чистоти

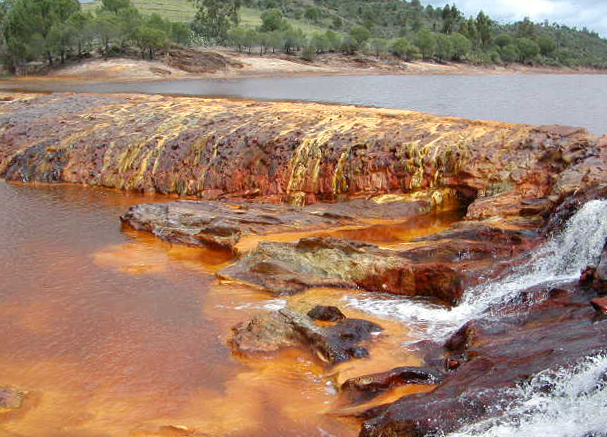
Гідротермальне джерело з високим вмістом заліза

Природне залізо складається з чотирьох стабільних ізотопів: 54Fe (ізотопна поширеність 5,845 %), 56Fe (91,754 %), 57Fe (2,119 %) і 58Fe (0,282 %). Також відомо понад 20 нестабільних ізотопів заліза з масовими числами від 45 до 72, найстійкіші з яких — 60Fe (період напіврозпаду за уточненими в 2009 році даними становить 2,6 мільйона років), 55Fe (2,737 року), 59Fe (44,495 доби) і 52Fe (8,275 години); інші ізотопи мають період напіврозпаду менше 10 хвилин.
Ізотоп заліза 56Fe належить до найстабільніших ядер із найбільшою енергією зв'язку у розрахунку на один нуклон. Усі попередні елементи можуть збільшувати ядерну енергію зв'язку за рахунок синтезу, а всі наступні — лише шляхом розпаду. Вважають, що залізом закінчується процес синтезу елементів в ядрах нормальних зірок. Раніше вважалося, що всі наступні елементи можуть утворитися тільки в результаті вибухів наднових. Проте за сучасними уявленнями, синтез елементів, важчих за залізо, відбувається не лише у наднових, а й у надрах зір-гігантів на пізніх стадіях їх еволюції завдяки s-процесу.

## Історія заліза
Використання заліза почалося набагато раніше, ніж його виробництво. Перші залізні вироби мали космічне (метеоритне) походження і були виготовлені з уламків метеоритів ще в III—II тис. до н. е. Час від часу знаходили шматки сірувато-чорного металу, який перековували на кинджал або наконечник списа, що був зброєю міцнішою і пластичнішою, ніж бронза, і довше тримав гостре лезо.
Першим кроком у зародженні металургії заліза було отримання його шляхом відновлення з окису. Руда перемішувалася з деревним вугіллям і закладалася в піч. При високій температурі, створюваної горінням вугілля, вуглець починав з'єднуватися не лише з атмосферним киснем, але і з тим, що пов'язаний з атомами заліза. Після вигоряння вугілля в печі залишалася так звана криця — грудка речовини з домішкою відновленого заліза. Крицю потім знову розігрівали і піддавали обробці куванням, вибиваючи залізо із шлаку. Таке залізо не відрізнялося твердістю та пружністю, тому мало обмежену сферу застосування.
Вперше залізо навчилися обробляти народи Анатолії. Давньогрецька традиція вважала відкривачем заліза народ халібів, для яких традиційно вживалася стійка назва «батько заліза», і сама назва народу бере початок саме від грецького слова Χάλυβας («залізо»).
«Залізна революція» почалася на межі I тисячоліття до н. е. в Ассирії. З VIII століття до н. е. зварне залізо швидко стало поширюватися в Європі. Першими, хто почав на землях сучасної України виплавляти з болотної руди залізо, були кімерійці (VII ст. до н. е.). У IV—III ст. до н. е. більша частина арсеналу зброї скіфських воїнів — мечі, кинджали, бойові сокири тощо було виготовлено з заліза. У III столітті до н. е. залізо витіснило бронзу в Галлії, у II столітті нової ери з'явилося у Німеччині, а в VI столітті нашої ери вже широко вживалося в Скандинавії. В Японії залізна доба настала лише в VIII столітті нашої ери.
Побачити залізо у рідкому стані металурги змогли лише в XIX столітті, однак, ще на початку I тисячоліття до нової ери — індійські майстри зуміли вирішити проблему отримання пружної сталі без розплавлення заліза. Таку сталь називали булатом, але через складність виготовлення і відсутність необхідних матеріалів у більшій частині світу ця сталь так і залишилася індійським секретом на тривалий час.
Технологічніший шлях одержання пружної сталі, при якому не потрібні ні особливо чиста руда, ні графіт, ні спеціальні печі, було винайдено в Китаї в II столітті нашої ери. Сталь перековували дуже багато разів, під час кожного кування складаючи пластину вдвічі, внаслідок чого виходив відмінний матеріал для зброї, що отримав назву дамаська сталь, з якого, зокрема, робилися японські катани.
З XVI століття в Європі набув поширення так званий переробний процес у металургії — технологія, при якій залізо ще при отриманні за рахунок високої температури плавлення і інтенсивного навуглецьовування перетворюється на чавун, а вже потім, рідкий чавун, звільняючись від зайвого вуглецю при відпалі в горнах, перероблявся на сталь.

## Отримання
У промисловості залізо отримують із залізної руди, в основному з піриту, гематиту (Fe2O3) і магнетиту (FeO · Fe2O3).
Існують різні способи отримання заліза з руд. Найпоширенішим є доменний процес.
Перший етап виробництва — відновлення заліза вуглецем у доменній печі за температури 2000 °C. У доменну піч вуглець (у вигляді коксу), залізна руда (у вигляді агломерату або окатишів) і флюс (наприклад, вапняк) подаються зверху, а знизу нагнітається гаряче повітря.
У печі вуглець у вигляді коксу окислюється до монооксиду вуглецю. Цей оксид утворюється під час горіння в умовах нестачі кисню:
{\displaystyle ~\mathrm {2C+O_{2}\ \longrightarrow \ 2CO\uparrow } }
У свою чергу, монооксид вуглецю відновлює залізо з руди. Щоб реакція йшла швидше, нагрітий чадний газ пропускають через оксид заліза(III):
{\displaystyle ~\mathrm {3CO+Fe_{2}O_{3}\ \longrightarrow \ 2Fe+3CO_{2}\uparrow } }
Флюс додається для позбавлення від небажаних домішок (в першу чергу від силікатів, наприклад, кварцу) у видобутій руді. Типовий флюс містить вапняк (карбонат кальцію) і доломіт (карбонат магнію). Для усунення інших домішок використовують інші флюси.
Дія флюсу (у наведеному випадку — карбонат кальцію) полягає в тому, що під час нагрівання він розкладається до його оксиду:
{\displaystyle ~\mathrm {CaCO_{3}\ {\xrightarrow {100^{\circ }C}}\ CaO+CO_{2}\uparrow } }
Оксид кальцію з'єднується з діоксидом кремнію, утворюючи шлак — метасилікат кальцію:
{\displaystyle ~\mathrm {CaO+SiO_{2}\ {\xrightarrow {>100^{\circ }C}}\ CaSiO_{3}} }
Шлак, на відміну від діоксиду кремнію, плавиться в печі. Легший, ніж залізо, шлак плаває на поверхні — ця властивість дозволяє відділяти шлак від металу. Шлаки потім можуть застосовуватися у будівництві та сільському господарстві. Розплав заліза, отриманий у доменній печі (чавун), містить досить багато вуглецю . Крім тих випадків, коли чавун використовується безпосередньо, він вимагає подальшої переробки.
Надлишки вуглецю та інші домішки (сірка, фосфор) видаляють з чавуну окисленням у мартенівських печах або в конвертерах. Електричні печі застосовуються для виплавки легованих сталей.
Крім доменного процесу, поширений процес прямого отримання заліза. У цьому випадку попередньо подрібнену руду змішують з особливою глиною, формуючи окатиші. Окатиші обпалюють і обробляють в шахтній печі гарячими продуктами конверсії метану, які містять водень. Водень легко відновлює залізо:
{\displaystyle ~\mathrm {Fe_{2}O_{3}+3H_{2}\ {\xrightarrow {100^{\circ }C}}\ 2Fe+3H_{2}O} },
при цьому не відбувається забруднення заліза такими домішками, як сірка і фосфор, які є звичайними для кам'яного вугілля. Залізо утворюється в твердому вигляді і надалі переплавляється в електричних печах.
Хімічно чисте залізо добувають електролізом розчинів його солей.

## Фізичні властивості
Залізо — блискучий сріблясто-білий важкий метал. Густина його 7,86 т/м³; температура плавлення 1538 °C, температура кипіння 2862 °C. Залізо досить пластичне. Воно легко кується, штампується, витягується в дріт і вальцюється в тонкі листи, легко намагнічується і розмагнічується. Вище температури Кюрі (770 °C) втрачає феромагнітні властивості. До температури 912 °C існує в алотропній модифікації α-заліза з об'ємноцентрованою кубічною кристалічною ґраткою, за вищої температури — γ-заліза із гранецентрованою кубічною ґраткою, вище 1394 °C знову змінює тип ґратки на об'ємноцентровану кубічну (δ-залізо).

## Хімічні властивості
Залізо належить до восьмої групи періодичної системи елементів Менделєєва. Його атоми на зовнішній електронній оболонці мають по два електрони, а на передостанній — 14 електронів. Атоми заліза можуть легко втрачати два електрони і перетворюватись у двовалентні катіони Fe2+. Вони можуть втрачати і три електрони (один з передостанньої оболонки) і перетворюватись у тривалентні катіони Fe3+. Таким чином, залізо утворює два ряди сполук. Сполуки тривалентного заліза стійкіші.
У сухому повітрі за звичайної температури залізо досить стійке, але у вологому швидко іржавіє, вкриваючись товстим шаром іржі. Іржа є сумішшю оксидів і гідроксидів заліза. Основну частину іржі складає оксид заліза Fe2O3 і гідроксид заліза Fe(OH)3. Крім того, до її складу входить оксид FeO, гідроксид Fe(OH)2 та інші сполуки. Процес ржавіння заліза можна зобразити такими приблизними рівняннями:
2Fe + O2 + 2Н2О → 2Fe(OH)2
4Fe(OH)2 + O2 + 2Н2О → 4Fe(OH)3
Fe(OH)2 → FeO + H2O
2Fe(OH)3 → Fe2O3 + 3H2O
Іржа досить крихка і пориста. Тому вона не може ізолювати метал від атмосфери, через що процес ржавіння відбувається безперервно.
При високій температурі залізо легко сполучається з киснем, утворюючи окалину — змішаний оксид Fe3O4 (FeO·Fe2O3). В атмосфері кисню розжарена залізна дротина горить яскравим полум'ям, утворюючи теж окалину Fe3O4. При нагріванні залізо може легко реагувати з хлором, сіркою та іншими неметалами:
2Fe + 3Cl2 → 2FeCl3
Fe + S → FeS
В електрохімічному ряді напруг залізо стоїть лівіше від водню, тому воно легко реагує з розведеними хлоридною і сульфатною кислотами:
Fe + 2HCl → FeCl2 + Н2 ↑
Fe + H2SO4 → FeSO4 + H2 ↑
З розведеною нітратною кислотою залізо теж легко реагує:
Fe + HNO3 + 3HNO3 → Fe(NO3)3 + 2H2O + NO ↑
Але з концентрованою нітратною і концентрованою сульфатною кислотами без нагрівання залізо не реагує. Воно стає «пасивним», вкриваючись тонкою оксидною плівкою, яка не розчиняється в кислотах і ізолює метал від дії кислоти. Завдяки цьому концентровану нітратну і концентровану сульфатну кислоту можна зберігати і транспортувати в залізній тарі.
Залізо може відновлювати менш активні метали з розчинів їхніх солей, наприклад: Fe + CuSO4=FeSO4 + Cu

## Застосування
Чисте залізо має досить обмежене застосування. Його використовують при виготовленні сердечників електромагнітів та якорів електромашин, як каталізатор хімічних процесів, для виготовлення анодних пластин залізо-нікелевих акумуляторів. Карбонільне залізо використовують для нанесення найтонших плівок і шарів на магнітофонні стрічки і диски носіїв постійної пам'яті, як антианемічний засіб та ін. Залізний порошок використовують при зварюванні, а також для цементації міді.
Залізовуглецеві сплави чавун і сталь — основний конструкційний матеріал, що застосовується у всіх галузях промисловості. Виробництво заліза та його сплавів становить понад 90 % виробництва всіх металів і утворює окрему галузь промисловості — чорну металургію.
Сталі містять до 2,14 % вуглецю, чавун — понад 2,14 %. Фундаментом науки про сталь і чавун, як сплави заліза з вуглецем є діаграма стану сплавів залізо-вуглець — графічне відображення фазового стану сплавів заліза з вуглецем в залежності від їх хімічного складу і температури.

### Чавуни
Розрізняють сірий чавун (містить 2-3,5 % C, а також, Si і Mn) — він не дуже твердий, добре відливається у форми, крихкий і при ударі легко розколюється. Графіт у ньому має пластинчасту форму. Сірий чавун йде на виливок машинних станин, махових коліс, каналізаційних труб, плит тощо Чавуни з кулястим графітом порівняно з іншими чавунами мають вищу пластичність, ударну в'язкість й одночасно міцність (за що їх називають високоміцними), що насамперед зумовлено кулястою формою графіту, яка забезпечується сфероїдизуванням.
Чавун, в якому майже весь вуглець міститься у вигляді цементиту (Fe3C), твердіший (450…550 НВ), має назву білий чавун (містить 2-3,5 % C, Si> 1 %, Mn-1-1,5 %). Білий чавун використовується для подальшої переробки: при виплавці сталі та отримання шляхом графітизувального відпалу ковкого чавуну.

### Сталі
Сталь, на відміну від чавуну, легко піддається куванню і вальцюванню. При швидкому охолодженні (гартуванні) вона виходить дуже твердою, при повільному охолодженні м'якою. М'яку сталь легко обробляти. З неї роблять гайки, болти, дріт, покрівельні матеріали, деталі машин. З твердої і теплостійкої сталі інструментальної сталі виготовляють інструменти для оброблювання матеріалів. Велике значення мають у сучасній техніці леговані сталі. Вони містять так звані легуючі елементи, до яких належать хром, нікель, молібден, ванадій, вольфрам, манган, мідь, кремній та ін. Легуючі елементи додаються для надання сталям певних властивостей.
Знаходять широке застосування і багато сполук заліза. Так, сульфат заліза(III) використовують при водопідготовці, оксиди та ціанід заліза служать пігментами при виготовленні барвників, семиводний сульфат заліза (залізний купорос) у суміші з мідним купоросом використовується для боротьби із шкідливими грибками в садівництві та будівництві.

## Біологічна роль
Залізо — життєво важливий хімічний елемент для всіх організмів. В клітинах залізо зазвичай зберігається в центрі метал-протеїнів, оскільки вільний залізо неспецифічно зв'язується із численними хімічними речовинами клітини і може каталізувати утворення токсичних вільних радикалів. Нестача заліза в організмі може призводити до анемії.
У тваринах, рослинах та грибах залізо часто входить до складу гемного комплексу. Гем — важлива складова частина цитохромних білків, які відіграють роль посередників у окисно-відновлювальних реакціях, та білків, які переносять кисень — гемоглобіну, міоглобіну й леггемоглобіну. Неорганічне залізо також може впливати на окисно-відновлювальні реакції у залізо-сіркових кластерах багатьох ензимів, як, наприклад, нітрогенази.
До негемних протеїнів належать ензими монооксигенази метану, які окиснюють метан до метанолу, рибонуклеотид редуктаза, яка відновлює рибозу до дезоксирибози, гемеритріни, які відповідають за транспортування й фіксацію кисню у морських хребетних та пурпурова кислотна фосфатаза, що каталізує гідроліз ефірів фосфору.
У ссавців розподіл заліза в організмі жорстко регулюється, оскільки залізо потенційно токсичне. Розподіл заліза регулюється ще й тому, що його потребують чимало бактерій, тож обмеження доступу бактерій до цього елемента допомагає запобігти інфекції або обмежити її. Вочевидь, це причина відносно малої кількості заліза в молоці ссавців. Основу системи регулювання вмісту залізо складає білок трансферин, який зв'язує залізо й транспортує його до кров'яних клітин.

## Цікаві факти і вислови
- Письменник і вчений пізньої античності Пліній так висловився про роль заліза: «Рудокопи заліза видобувають для людини найкраще й найзлісніше знаряддя. Цим знаряддям прорізаємо ми землю, висаджуючи кущі, оброблюємо плодоносні сади й, обрізуючи дикі виноградні лози, примушуємо їх щоразу омолоджуватися. Цим знаряддям зводимо ми будівлі, руйнуємо камінь і використовуємо залізо на всі подібні потреби. Але тим же самим залізом вчиняємо війни, битви, грабунки й користуємося як зброєю не тільки обличчям до обличчя з ворогом, але й як летючим снарядом, що я вважаю злочинною підступністю людської винахідливості, бо для того, щоб смерть настигла людину, ми зробили її крилатою й надали залізу крила. Хай вина за це буде приписана людині, а не природі».
- Найдавніша письмова згадка про якісне осталене залізо збереглася на глиняній табличці 1400 р. до н. е., створеній у Північній Месопотамії. Всього на 15 років молодший лист хетського царя Хаттушиля до єгипетського фараона Тутанхамона з обіцянкою виготовити «добре залізо» й вислати його до Єгипту.